# Nephthys
Nephthys hay Nebthet, là một trong 9 vị thần tối cao của Ai Cập cổ đại. Bà là con gái của thần đất Geb và nữ thần bầu trời Nut, là em gái của các thần Osiris, Isis và Set, đồng thời cũng là vợ của ác thần Set. Tên của bà có nghĩa là "Người đàn bà trong nhà".
Bà thường xuất hiện dưới dạng một con diều hâu hoặc một nữ thần đội ngôi nhà trên đầu. Mái tóc của Nephthys tượng trưng cho những cuộn vải lanh dùng trong việc ướp xác. Người ta nói rằng, 2 chị em Isis và Nephthys giống nhau đến nỗi chỉ khi đội vương miện vào thì mới phân biệt được 2 bà.

## Thần thoại
Nữ thần này đôi khi được xem như tượng trưng cho không khí khô cằn của sa mạc, và đại diện của bà là kền kền - loài vật có thể sống ở nơi khắc nghiệt này. Kền kền là loài ăn xác chết nên Nephthys được xem là vị thần gắn liền với cái chết và sự mai táng. Những người khóc thuê trong đám tang được gọi là "Những con diều hâu của Nephtys", để tái hiện hình ảnh vị nữ thần trong tang lễ.
Nephthys và Seth lấy nhau mà không có con. Theo một truyền thuyết, Nephthys đã chuốc rượu cho anh mình là Osiris để quyến rũ và mang thai với ông ta. Trong một số truyện kể đứa con bà sinh ra là Anubis, vị thần đầu chó rừng. Khi Seth giết chết Osiris, Nephythys lập tức bỏ chồng để cùng với chị mình lo việc ướp xác cho Osiris. Sau đó hai nữ thần này biến thành hai con diều hâu bay lượn bên trên xác chết, bảo vệ cho xác trong khi chờ đợi mai táng. Do đó Nephthys được xem là gắn liền với người chết, thường kết hợp với chị mình, Isis, trong những nghi thức tang lễ.
Bà là vị thần bảo hộ cho Hapi (một trong 4 người con trai của Horus), vị thần bảo vệ phổi người chết. Nephthys cũng là một trong 4 vị nữ thần được tạc tượng vàng để bảo vệ xác ướp của Tutankhamun (3 người kia là Isis, Serket, Neith). Nephthys còn được coi là vị thần của những cơn mưa và nguồn của sông Nile (liên kết với nữ thần Anuket) và bảo vệ những sản phụ (cùng với Isis).

## Tham khảo

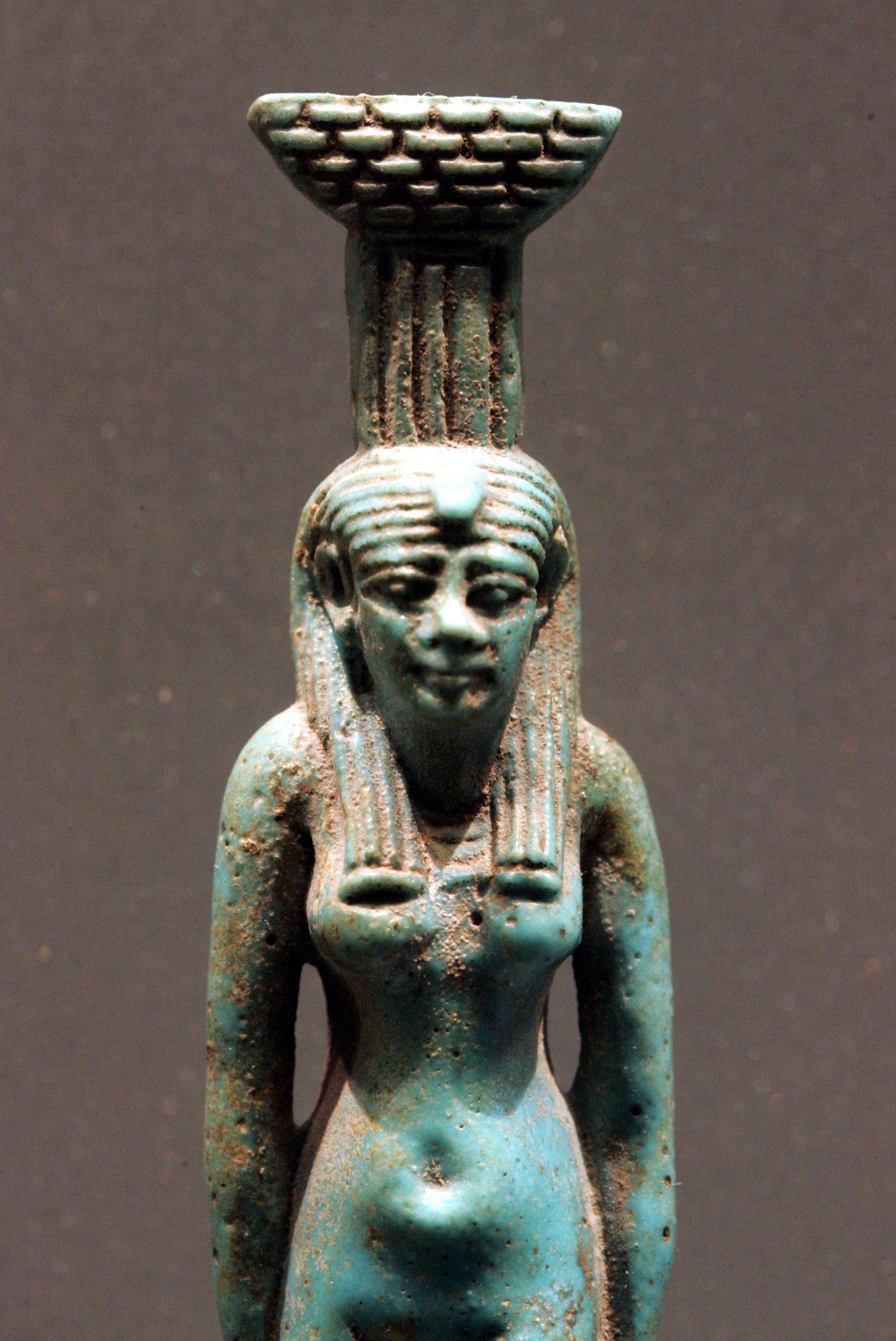
Nữ thần Nephthys